# GM Recordings
GM Recordings ist ein 1980 von Gunther Schuller gegründetes unabhängiges Plattenlabel, das sich auf klassische Musik und auf Jazz spezialisiert hat, „um Musik dem Publikum nahezubringen, die sonst ungehört bliebe.“ Auf dem Label wurden im Jazzbereich Alben von unter anderem Eric Dolphy, Ran Blake, Bill Russo, Ed Schuller, George Schuller, Bob Nieske, John LaPorta, Ivo Perelman, Mark Helias, Nicolas Simion, Mark Whitecage oder Barney McAll veröffentlicht.
Auch wurden die legendären Einspielungen des New England Ragtime Ensemble wieder zugänglich gemacht. Im Bereich der Klassik werden vor allem die zeitgenössischen amerikanischen Komponisten wie Milton Babbitt, Elliott Carter, George Crumb, Andrew Imbrie, Thomas Oboe Lee, John Stewart McLennan, George Schuller oder Alec Wilder gefördert. Auf dem Label wird auch Neue Improvisationsmusik (Robert Dick The Other Flute, Michael Bocian For This Gift) und Third Stream (Gunther Schuller Jumpin’ in the Future mit dem Ensemble Orange Then Blue) verlegt.
Der zum Label gehörige Musikverlag heißt Margun bzw. Gunmar Music.